# 발레리 강
발레리 강(러시아어: Валерий Кан 발레리 칸[*], 1978년 ~ )은 우수리스크의 정치인이다. 1978년 타슈켄트에서 출생했다. 타슈켄트에서 살다가 부모를 따라 우수리스크에 정착했다. 그의 나이 25살에 우수리스크 의회에서 시의원으로 뽑혀, 우수리스크 의회에서 가장 젊은 시의원이 되었다. 통일 러시아당 의원이다.